# Anushavan Danielian
Anushavan Danielian (en arménien : Անուշավան Դանիելյան, en russe : Анушаван Суренович Даниелян), né le 1er septembre 1956 dans la région de Bolnissi, aujourd'hui en Géorgie, est un homme d'État arménien du Haut-Karabagh, ancien Premier ministre du Haut-Karabagh.